# Why can't we live together
Why can't we live together is een single van Timmy Thomas. Het is afkomstig van zijn album Why can’t we live together. De single zou in Nederland en België een eendagsvlieg blijven. Thomas zong dit lied al improviserend in zijn eigen nachtclub Denisse Lounge. Het aldaar aanwezige publiek werd enthousiast en Thomas zong het op een demo in. De opzet was daarbij eenvoudig; de zangstem van Thomas, een hammondorgel en enige percussie, dat was het. De demo kwam in handen van muziekproducent Steve Alaimo. Hij wilde er wat in veranderen, maar kwam er al rap achter dat de demo eigenlijk de beste versie was.
Het nummer kreeg veel airplay in de Verenigde Staten, maar moest daarbij wel ingekort worden. Het outro was te jazzy voor de popradio. Het legde Timmy Thomas geen windeieren, want er gingen destijds meer dan 2 miljoen exemplaren over de toonbank.
Van het lied zijn enige covers bekend. Sade zong het op haar album Diamond Life, Joan Osborne, Steve Winwood, Carlos Santana en Maria Muldaur brachten royalty's binnen.
Mike Anthony, dan levend in België, probeerde een eigen cover te maken, maar gebruikte delen van de originele muziek. De rechter floot hem terug, nadat Thomas een rechtszaak had aangespannen. Mike Anthony moest alles terugtrekken en de single opnieuw opnemen. Hij haalde er succes mee in Nederland (hoogste notering nummer 8) , België (nummer 3) en Duitsland (nummer 23).

## Hitnotering
Het origineel ging langer mee. Het haalde de derde plaats in de Billboard Hot 100 en de eerste plaats in de parallelle soullijst. In het Verenigd Koninkrijk haalde het elf weken notering met plaats twaalf als hoogste.

### Nederlandse Top 40
| Positie: | 32 | 27 | 25 | 27 | 31 | 32 | 40 | uit |

### NederlandseDaverende 30
| Positie: | 29 | 25 | 24 | 24 | uit |

### BelgischeBRT Top 30
Het plaatje kwam in 1980 in beide Belgische hitlijsten even terug.
| Positie: | 13 | 27 | 17 | uit |

### VlaamseUltratop 30
| Positie: | 24 | 24 | 22 | 22 | 20 | 24 | uit |

### NPO Radio 2 Top 2000
Why Can't We Live Together stond alleen in 1999 in de NPO Radio 2 Top 2000, op plek 1853.